# Capacity
| Совокупная оценка    | Совокупная оценка |
| Источник             | Оценка            |
| -------------------- | ----------------- |
| AnyDecentMusic?      | 8.0/10            |
| Metacritic           | 81/100            |
| Оценки критиков      |                   |
| Источник             | Оценка            |
| AllMusic             | [ 9 ]             |
| The A.V. Club        | B                 |
| Consequence of Sound | B                 |
| Exclaim!             | 9/10              |
| Mojo                 | [ 13 ]            |
| Pitchfork            | 8.3/10            |
| Rolling Stone        | [ 14 ]            |
| The Skinny           | [ 15 ]            |
| Uncut                | 8/10              |
| Vice                 | B+                |

Capacity — второй студийный альбом американской группы Big Thief, вышедший 9 июня 2017 года на лейбле Saddle Creek Records. Выход альбома сопровождался синглами «Mythological Beauty» и «Shark Smile».

## Обложка альбома
На обложке альбома изображена фотография дяди вокалистки Адрианны Ленкер, который держит ее на руках новорожденной.

## Отзывы
Альбом получил положительные отзывы музыкальных критиков и интернет-изданий. На сайте Metacritic, который присваивает нормализованную оценку из 100 баллов рецензиям музыкальных критиков, альбом получил средний балл 81, что означает «всеобщее признание», на основании 15 рецензий.

### Итоговые списки
| Публикация       | Список                                                 | Ранг | Ссылка |
| ---------------- | ------------------------------------------------------ | ---- | ------ |
| The Alternative  | 50 лучших альбомов 2017 года по версии The Alternative | 10   | [ 19 ] |
| BrooklynVegan    | 50 лучших альбомов 2017 года по версии BrooklynVegan   | 13   | [ 20 ] |
| Flood Magazine   | Лучшие альбомы 2017 года                               | 1    | [ 21 ] |
| NPR              | 50 лучших альбомов 2017 года                           | 3    | [ 22 ] |
| Pitchfork        | 50 лучших альбомов 2017 года                           | 23   | [ 23 ] |
| Rough Trade      | Лучшие альбомы 2017 года по версии Rough Trade         | 4    | [ 24 ] |
| The Skinny       | 50 лучших альбомов 2017 года по версии The Skinny      | 12   | [ 25 ] |
| Spin             | 50 лучших альбомов 2017 года                           | 2    | [ 26 ] |
| Vinyl Me, Please | Лучшие альбомы 2017 года                               | 8    | [ 27 ] |

## Список композиций
Слова и музыка всех песен — Адрианна Ленкер, кроме указанных.
| №                   | Название                                 | Длительность |
| ------------------- | ---------------------------------------- | ------------ |
| 1.                  | «Pretty Things»                          | 3:05         |
| 2.                  | «Shark Smile»                            | 4:00         |
| 3.                  | «Capacity»                               | 3:52         |
| 4.                  | «Watering» (Адрианна Ленкер, Зои Ленкер) | 3:22         |
| 5.                  | «Coma»                                   | 3:40         |
| 6.                  | «Great White Shark»                      | 3:23         |
| 7.                  | «Mythological Beauty»                    | 5:06         |
| 8.                  | «Objects»                                | 2:43         |
| 9.                  | «Haley»                                  | 3:33         |
| 10.                 | «Mary»                                   | 5:30         |
| 11.                 | «Black Diamonds»                         | 3:35         |
| Общая длительность: | Общая длительность:                      | 41:40        |

## Участники записи
Информация адаптирована из буклета альбома.
Big Thief
- Адрианна Ленкер[англ.] — вокал (все треки), акустическая гитара (1, 2, 4–7, 9), электрогитара (2–8, 11), бэк-вокал (2, 4, 6, 8, 11), хор (3), френч-пресс (3), имитация звуков трубы ртом и голосовыми связками (7), хлопки (8), ARP-синтезатор (9)
- Бак Мик[англ.] — электрогитара (2–4, 6–9, 11), хор (3), бэк-вокал (5, 6, 8, 9), хлопки (8)
- Макс Олеарчик — контрабас (1, 3), бас-гитара (2, 4–9, 11), хор (3)
- Джеймс Кривченя — ударные (2–9, 11), перкуссия (2–9), хор (3), Casio SK-1 (5), колокольчики (6), вой (6), акустическая гитара (6), хлопки (8, 9), коленная арфа (8), бэк-вокал (9), орган (10)

Дополнительные музыканты
- Эндрю Сарло — пианино (1), хор (3), ротовая труба (7)
- Зои Ленкер — бэк-вокал (4, 7, 8)
- Мэт Дэвидсон — бэк-вокал (5, 6, 9), акустическая гитара (8), фисгармония (8, 10), пианино (10)
- Эрин Бирги[англ.] — вой (6)
- Майкл Сакс — бас-кларнет (10)

Технический персонал
- Эндрю Сарло — продюсирование (все треки), инжиниринг (все треки), сведение (все треки)
- Грег Калби[англ.] — мастеринг
- Джош Дракман — инжиниринг (8)

Дизайн
- Джош Гоулман — фото группы

## Заметки
1. ↑  Дополнительные наложения записаны на студии Black Lodge Recording в Бруклине, Нью-Йорк.